# Blåeldsskäckmal
Blåeldsskäckmal (Tinagma ocnerostomellum) är en fjärilsart som först beskrevs av Henry Tibbats Stainton 1850.  Blåeldsskäckmal ingår i släktet Tinagma, och familjen skäckmalar. Enligt den finländska rödlistan är arten nära hotad i Finland. Arten är reproducerande i Sverige. Artens livsmiljö är ruderatmarker, vägrenar och banvallar.